# 김해중앙여자중학교
김해중앙여자중학교(金海中央女子中學校)는 대한민국 경상남도 김해시 동상동에 있는 사립 중학교이다.

## 학교 연혁
- 1964년 1월 8일 : 학교법인 김해중앙학원 설립인가
- 1972년 10월 14일 : 김해중앙여자중학교로 교명 변경
- 1973년 2월 1일 : 현 본관 건물 준공
- 2007년 10월 11일 : 창순관(체육관) 준공
- 2008년 11월 1일 : 음악실, 미술실, 도서실 개축
- 2008년 12월 1일 : 다용도영어교실 증축
- 2011년 3월 11일 : 교과중점형 교과교실제 운영
- 2016년 9월 1일 : 제13대 민만기 교장 취임
- 2023년 1월 5일 : 제57회 졸업식 졸업생 58명(누계 13,319명)
- 2023년 3월 2일 : 신입생 입학(1학급 18명)

## 참고 자료
- 김해중앙여자중학교 - 한국교육학술정보원 학교알리미